# Allium lalesaricum
Allium lalesaricum là một loài thực vật có hoa trong họ Amaryllidaceae. Loài này được Freyn & Bornm. mô tả khoa học đầu tiên năm 1900.